# Pramipexol
Pramipexol ist ein Dopaminagonist und wird zur Therapie des Morbus Parkinson eingesetzt, entweder in Monotherapie oder in Kombination mit L-DOPA. Als weitere Indikation ist die symptomatische Behandlung des mittelgradigen bis schweren idiopathischen Restless-Legs-Syndroms zu nennen. Weiterhin ergaben Studien, dass Pramipexol eine Effizienz bei der Behandlung bipolarer Störungen zeigt.

## Wirkungsweise
Pramipexol ist ein Dopaminagonist mit hoher Selektivität und Spezifität an D2/3-Dopamin-Rezeptoren. Im Frühstadium der Krankheit Morbus Parkinson stimuliert Pramipexol die präsynaptischen D2-Autorezeptoren und hemmt dadurch die übermäßige Dopaminsynthese und -freisetzung. Im Spätstadium verstärkt Pramipexol die versiegende Dopaminsynthese durch Stimulierung und Modulierung postsynaptischer D2- und D3-Rezeptoren.

## Therapie
Pramipexol wird in den Leitlinien der Deutschen Gesellschaft für Neurologie bei Patienten mit Morbus Parkinson, die jünger als 70 Jahre sind, als Standardtherapie empfohlen. Pramipexol kann bei Parkinson-Patienten im frühen Krankheitsstadium depressive Symptome bessern. In klinischen Studien mit Patienten die an einer therapieresistenten Depression litten hat Pramipexol die depressiven Symptome verbessert oder gar vollständig gelindert.

## Risiken und Nebenwirkungen
Da es keine Ergolin-Struktur aufweist, sind, anders als bei den Mutterkornalkaloiden, keine pleuropulmonalen und retroperitonealen Fibrosen oder periphere vaskuläre Nebenwirkungen zu befürchten.
Aufgrund des Auftretens möglicher „Schlafattacken“, ist das Führen eines KFZ bzw. die Ausführung von Arbeiten mit potentiellem Verletzungsrisiko unter Nonergolin-Dopaminagonisten (Pramipexol, Ropinirol) zu unterlassen.
Der Begriff der „Schlafattacke“ bezeichnet dabei ein gesteigertes imperatives Schlafbedürfnis bei allerdings ansonsten ebenfalls erniedrigter Vigilanz und erhöhter Schläfrigkeit und ist nicht mit dem Begriff der eigentlichen Schlafattacke bei Narkolepsie identisch. Zu berücksichtigen gilt ferner, dass Schlafstörungen bereits als Folge des Morbus Parkinson auftreten und „Schlafattacken“ auch bei Gesunden auftreten können. Da es jedoch unter Behandlung mit Pramipexol und Ropinirol zu vermehrten Hinweisen auf o. g. Schlafattacken gekommen ist, wird vom Führen eines KFZ abgeraten. Ein pathophysiologischer Zusammenhang mit der Aktivierung von D3-Rezeptoren wird diskutiert.
Häufig ist das Auftreten von Impulskontrollstörungen (z. B. Spielsucht, Kaufsucht).
Die Behandlung des Restless-Legs-Syndroms mit Pramipexol kann zu einer Verschlimmerung der Beschwerden führen (so genannte Rebound- bzw. Augmentationseffekte). Ähnliche Störwirkungen sind von L-DOPA und anderen Dopaminagonisten bekannt.

## Handelsnamen
Monopräparate

Daquiran (A), Mirapexin (USA), Oprymea (A), Oprymea Retardtabletten (D, A), Sifrol (D, A, CH), Vasiprax (A), zahlreiche Generika (A), Pexola (TR und einige andere Staaten); zahlreiche Generika (D, seit Dez. 2010)